# グエン・ゴック・トゥ
グエン・ゴック・トゥ（ベトナム語：Nguyễn Ngọc Tư,漢字：阮玉斯, 1976年 - ）は、ベトナムの作家。2018年にドイツのリベラトゥール賞を受賞した。

## 来歴
ベトナム最南端のカマウ省に生まれる。1997年から創作活動を始め、ホーチミン市が主宰する短編コンクールで1等賞を受賞する。短編集『果てしなき大地』を発表し、2006年にベトナム作家協会賞を受賞。ベトナム戦争後に生まれた世代の作家として注目されている。南部の方言にもとづいた作風で知られ、作品は映像化もされている。翻訳された短編『楽しい映画作り』では、迫真の演技をしたために人々に嫌われてしまう男が描かれている。

## 主な著作
- Ngọn đèn không tắt (2000)
- Ông ngoại (2001)
- Biển người mênh mông (2003)
- Giao thừa (2003)
- Nước chảy mây trôi(2004)
- Cái nhìn khắc khoải
- Sầu trên đỉnh Puvan (2007)
- Truyện ngắn Nguyễn Ngọc Tư (2005)
- Cánh đồng bất tận (2005)　『果てしなき大地』
- Tạp văn Nguyễn Ngọc Tư (2005)
- Ngày mai của những ngày mai (2007)
- Gió lẻ và 9 câu chuyện khác (2008)

### 日本語訳
- 加藤栄 訳「楽しい映画作り」『ベトナム現代短編集』 2巻、大同生命国際文化基金〈アジアの現代文芸 Vietnam 3〉、2005年8月。 NCID BN13494215。全国書誌番号:20877880。
- 野平宗弘 訳「逃避」『絶縁』小学館、2022年12月。ISBN 9784093567459。 NCID BD00477304。全国書誌番号:23776858。